# Lindera limprichtii
Lindera limprichtii (лат.) — вид двудольных растений рода Линдера (Lindera) семейства Лавровые (Lauraceae). Впервые описан немецким ботаником Хубертом Винклером в 1922 году. Назван в честь первооткрывателя, Ханса Вольфганга Лимприхта (1877—?).
Синоним — Lindera strychnifolia var. limprichtii (H.J.P.Winkl.) Yen C.Yang.

## Распространение и среда обитания
Эндемик Китая, известный из провинций Ганьсу, Шэньси и Сычуань.

## Ботаническое описание
Вечнозелёное дерево высотой около 10 м. Ветви коричневые с белым опушением.
Листья густо опушённые (со временем оголяются), серовато-белые сверху и тёмно-зелёные снизу, часто широко эллиптические или широко яйцевидные; листорасположение очерёдное.
Соцветие обычно несёт по 6 опушённых цветков белого цвета.
Плод эллиптической формы.
Цветёт в апреле и мае, плодоносит в августе и сентябре.